# Wilhelmina Karolina Oldenburg
Wilhelmina Karolina oldenburska, duń. Vilhelmina Caroline af Danmark, niem. Wilhelmina Karolina von Oldenburg (ur. 10 lipca 1747 w Kopenhadze, zm. 14 stycznia 1820 w Kassel) – księżniczka duńska i norweska; hrabina Hanau, później landgrafina, następnie elektorowa Hesji-Kassel jako żona Wilhelma I.

## Życiorys
Urodziła się jako trzecie dziecko i druga córka Fryderyka V, króla Danii i Norwegii oraz jego pierwszej żony Ludwiki hanowerskiej. 1 września 1764 w zamku Christiansborg poślubiła swojego kuzyna Wilhelma IX, landgrafa Hesji-Kassel. Przyszli małżonkowie dorastali razem, od kiedy dwór heski został ewakuowany do Kopenhagi w czasie wojny siedmioletniej (1756–1763). Dzieci zostały sobie zaprezentowane jako towarzysze zabaw, i już wtedy ich matki, siostry Ludwika i Maria hanowerskie, zadecydowały o przyszłym ożenku potomstwa.
W październiku 1764 małżeństwo opuściło Danię, aby osiąść w hrabstwie Hanau, nadanym zięciowi w wianie ślubnym przez Fryderyka V. W 1770 dwór heski odwiedził szwagier Wilhelminy Karoliny, następca tronu szwedzkiego Gustaw wraz z bratem Fryderykiem. Jeden z dworzan Zofii Magdaleny, Gustaf Johan Ehrensvärd, opisywał Wilhelminę Karolinę jako wzór ówczesnych cnót żony:

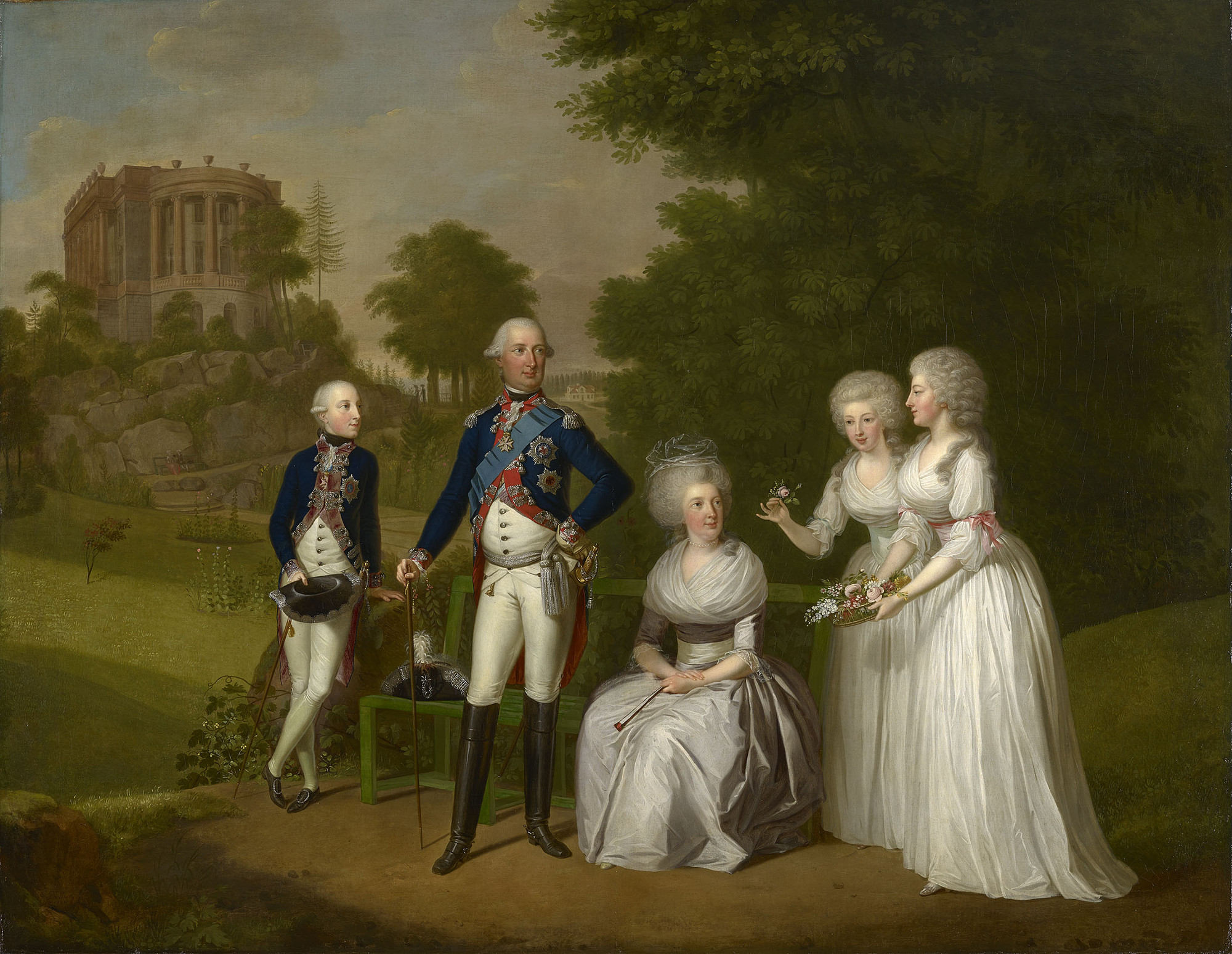
Wilhelm IX i Wilhelmina Karolina z dziećmi: Wilhelmem, Marią Fryderyką i Karoliną Amelią, mal. Wilhelm Böttner, 1791

„Jest siostrą naszej Księżnej Korony, ale gdy tylko otwiera usta, słowa wychodzą inaczej. Jest urocza, energiczna, uwielbiana przez swój dwór [...] gdy para [hrabiowska] jest ze sobą, bawią się jak dzieci, a podczas swoich zabaw co roku rodzi jedno nowe dziecko [...] Wierzę, że to wina męża, gdy kobieta, która nie ma złego charakteru, zaniedbuje go [...].”
W drugiej połowie lat 70. XVIII w. pożycie małżeńskie Wilhelminy Karoliny i Wilhelma ulega ochłodzeniu. Już w 1775 na dworze heskim pojawia się faworyta landgrafa, Charlotte Christine Buissine. Od tego czasu Wilhelm wprowadzał na dwór kolejne metresy: Rosę Dorothea Ritter i Karolinę von Schlotheim, z którymi spłodził znaczną liczbę dzieci.
Wilhelm wstąpił na tron landgrafowski w 1785, zaś w 1803 przyjął godność elektora Hesji. W 1806 Hesja została zajęta przez Francję. Wilhelm zbiegł wraz z synem do swojego kuzyna Karola, gubernatora Szlezwiku. Jednak Wilhelmina Karolina pozostała w Kassel aż do momentu powołania francuskiego gubernatora zajętych terenów. Następnie przyjmując zaproszenie córki Karoliny Amelii, osiadła w Gothcie. Okres Królestwa Westfalii (1806–1815) spędziła na emigracji, dołączając do męża w Szlezwiku, następnie osiadając w Pradze. W 1815 małżonkowie powrócili do Hesji, aby ponownie objąć panowanie.

## Krąg rodzinny
Potomstwo:
- Maria Fryderyka (1768–1839) x Aleksy Fryderyk Christian, książę Anhaltu-Bernburga,
- Karolina Amelia (1771–1848) x August, książę Saksonii-Gothy-Altenburga,
- Fryderyk (1772–1784),
- Wilhelm II (1777–1847) x Augusta pruska.

Przodkowie:
| 4. Chrystian VI Oldenburg       |  |                         |  |  |                                  |
|                                 |  | 2. Fryderyk V Oldenburg |  |  |                                  |
| 5. Zofia Magdalena Hohenzollern |  |                         |  |  |                                  |
|                                 |  |                         |  |  | 1. Wilhelmina Karolina Oldenburg |
| 6. Jerzy II Hanowerski          |  |                         |  |  |                                  |
|                                 |  | 3. Ludwika hanowerska   |  |  |                                  |
| 7. Karolina z Ansbachu          |  |                         |  |  |                                  |
|                                 |  |                         |  |  |                                  |